# PRRG2
PRRG2 (англ. Proline rich and Gla domain 2) – білок, який кодується однойменним геном, розташованим у людей на довгому плечі 19-ї хромосоми. Довжина поліпептидного ланцюга білка становить 202 амінокислот, а молекулярна маса — 22 393.
| 10         |  | 20         |  | 30         |  | 40         |  | 50         |
| ---------- |  | ---------- |  | ---------- |  | ---------- |  | ---------- |
| MRGHPSLLLL |  | YMALTTCLDT |  | SPSEETDQEV |  | FLGPPEAQSF |  | LSSHTRIPRA |
| NHWDLELLTP |  | GNLERECLEE |  | RCSWEEAREY |  | FEDNTLTERF |  | WESYIYNGKG |
| GRGRVDVASL |  | AVGLTGGILL |  | IVLAGLGAFW |  | YLRWRQHRGQ |  | QPCPQEAGLI |
| SPLSPLNPLG |  | PPTPLPPPPP |  | PPPGLPTYEQ |  | ALAASGVHDA |  | PPPPYTSLRR |
| PH         |  |            |  |            |  |            |  |            |

A: Аланін

C: Цистеїн

D: Аспарагінова кислота

E: Глутамінова кислота

F: Фенілаланін

G: Гліцин

H: Гістидин

I: Ізолейцин

K: Лізин

L: Лейцин

M: Метіонін

N: Аспарагін

P: Пролін

Q: Глутамін

R: Аргінін

S: Серин

T: Треонін

V: Валін

W: Триптофан

Локалізований у мембрані.